# Кивикко
Ки́викко (фин. Kivikko, швед. Stensböle) — новый жилой район восточного Хельсинки рядом с первой кольцевой и микрорайонами Контула (Kontula) и Куркимяки (Kurkimäki).
Микрорайон Кивикко имеет размеры около 2,5 километров длину и 300 метров в ширину. Район начал застраиваться в 1992 году и состоит из трёх частей.